# Gaëtan de Tiène
Gaëtan de Tiène (en italien, Gaetano di Tiena), né en 1387 à Vicence - mort en 1465 à Padoue, est un philosophe et savant italien.

## Biographie
Issu d'une famille illustre de Vicence, Gaëtan de Tiène enseigna à l'université de Padoue à partir de 1436. Il est connu pour avoir d'une part entretenu en Italie la tradition de William Heytesbury et du fameux « calculateur », et d'autre part assis, par ses écrits et son enseignement, l'autorité d'Averroès au sein de l’école de Padoue.
Dans ses Recollaectae, publiées en 1494, trente ans après sa mort, Gaëtan de Tiène commente les sophismes de l'École d'Oxford. 